# 大柘镇 (遂昌县)
大柘镇，是中华人民共和国浙江省丽水市遂昌县下辖的一个乡镇级行政单位。

## 行政区划
大柘镇下辖以下地区：
永安村、黄垵村、北山村、后垄村、华洋村、梭溪桥村、车前村、双溪新村、柘溪上村、柘溪下村、新旦村和大田村。